# Semën Romanovič Voroncov
Conte Semën Romanovič Voroncov, in russo Семён Романович Воронцов? (Mosca, 15 giugno 1744 – Londra, 9 giugno 1832), è stato un politico e diplomatico russo.

## Biografia
Era il secondo figlio di Roman Illarionovič Voroncov (1707-1783), e di sua moglie, Marfa Ivanovna Surmina (1718-1745), figlia di un mercante.
Studiò a Kapcevo, sotto la supervisione di suo nonno, e poi nella casa di suo zio, il cancelliere Michail Illarionovič Voroncov.

## Carriera
Si distinse durante la prima guerra russo-turca nelle battaglie di Larga e Kagul, nel 1770.
Nel 1783, fu nominato ambasciatore a Vienna, ma nel 1785 è stato trasferito a Londra. Ben presto raggiunse una grande influenza e autorità in Gran Bretagna.
Durante la seconda guerra russo-turca (1787-1792) ha contribuito a realizzare il disarmo della flotta inglese, che era stata allestita per assistere i turchi, e nel 1793 hanno ottenuto un rinnovo del trattato commerciale tra la Gran Bretagna e Russia.
Con l'ascesa di Paolo I nel 1796, fu elevato al rango di ambasciatore straordinario e ministro plenipotenziario ed è stato premiato con immense tenute in Finlandia.
Quando l'imperatore stesso ha iniziato ad essere più vicino alla Francia cominciò a considerare Voroncov come incompetente a servire la Russia in Inghilterra, e nel febbraio 1800 tutti i suoi beni furono confiscati.
Nel 1806 si dimise dalla sua carica.
Massone, fu membro della Loggia "Modestia" nel 1786.
Ebbe un legame di amicizia col compositore Giovanni Paisiello, come testimonia il carteggio recentemente pubblicato (Giuseppina Giuliano, Paola De Simone, Paisiello e la Russia. Lettere al Conte Voroncov, Roma, Valore Italiano Editore, 2024).

## Matrimonio

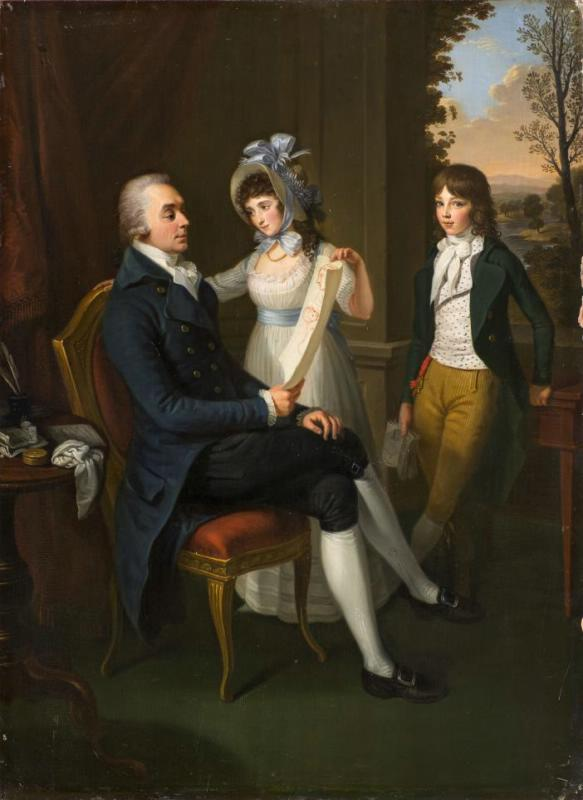
Ritratto di Semën con i suoi figli, di Ludwig Guttenbrunn, 1791.

Nell'agosto del 1780 sposò Ekaterina Alekseevna Senjavina (1761-1784), figlia del famoso ammiraglio Aleksej Naumovič Senjavin e damigella d'onore di Caterina II. Ma ben presto la giovane moglie morì di tubercolosi, lasciandolo con due bambini piccoli:
- Michail Semënovič (1782-1856), sposò Elizaveta Ksaver'evna Branickaja, ebbero sei figli;
- Ekaterina Semënovna (1783-1856), sposò George Herbert, XI conte di Pembroke, ebbero sei figli.

## Morte
Da allora ha vissuto quasi sempre a Londra fino alla sua morte, avvenuta il 9 giugno 1832.

## Monumenti
Nel quartiere londinese di St John's Wood, dove abitò, si trova una strada chiamata di lui, ma scritta nella forma tedesca: Woronzow Road.